# Dolmen de la Devèze
Le dolmen de la Devèze est un dolmen situé sur la commune de Marcilhac-sur-Célé dans le département du Lot. Il a été édifié à proximité d'une falaise qui domine la vallée du Célé, près d'un point de passage, sans être pour autant sur un point culminant.
L'édifice a été fouillé une première fois en 1963-1964 par Jean Clottes et Jean-Pierre Lagasquie. Trois nouvelles campagnes de fouille dirigée par Jean-Pierre Lagasquie ont été menées en 1992,1993 et 1994 afin d'étudier l'architecture de son grand tumulus.
Cet édifice est inscrit au titre des monuments historiques depuis 1997 sous le nom de Dolmen de la Devèze-sud.

## Architecture

### Le tumulus
Le tumulus est de grande taille (16 mètres de diamètre pour une hauteur moyenne de 1,40 mètre) et culmine à 2,30 mètres par rapport à la base. Dans un rayon de 2 mètres autour de la chambre, le remplissage est constitué de dalles posées à plat renfermées dans un parement grossièrement rectangulaire d'une hauteur moyenne de 0,75 mètre dont il ne manque que le côté arrière. Ce « parement dont nous n'avons pas trouvé la trace à l'arrière a pu ne jamais exister ou bien avoir été détruit ultérieurement ». Dans les nombreux interstices résultant de cet empilement, des matériaux plus légers (terre et cailloutis) sont venus s'accumuler et enrober le cairn constituant ainsi le tumulus.
Si la structure interne du cairn, circonscrite par le parement, est constituée de blocs de tailles variées disposés sans ordre apparent, hormis les blocs utilisés en calage à la base de la dalle de chevet ou des orthostates, les dalles placées à l'extérieur, en appui sur le parement, se caractérisent elles, a contrario, par un empilement régulier "en écailles" de part et d'autre du dolmen. Cet ordonnancement est toutefois totalement absent en façade et dans l'angle sud-ouest, cette partie du tumulus constituant selon les termes de Jean-Pierre Lagasquie « un secteur perturbé ».
Les dalles utilisées pour le parement nord-est proviennent d'un banc calcaire, situé plus bas dans la vallée, en contrebas de la falaise, alors que les autres éléments du cairn ont été extraits sur place où à proximité immédiate.
Les nouvelles découvertes de mobilier funéraire qui ont été faites (pointe de flèche à pédoncule et ailerons, diverses perles) grâce à la fouille du tumulus « confirment largement l'attribution chronologique Chalcolithique/Bronze ancien de Jean Clottes ».

### Aménagements successifs du site
La fouille méthodique du tumulus a permis de découvrir que le sol avait été préparé par un épierrage préalable accompagné d'un stockage des blocs afin de les réutiliser ultérieurement. Quant au sol, il avait été légèrement nivelé pour en atténuer la pente naturelle. 
Le démontage du tumulus et l'étude très fine de sa structure qui a été menée concomitamment par Jean-Pierre Lagasquie a permis de retracer une histoire du dolmen de la Devèze en 11 phases. 
- Phase 1 : dégagement superficiel du sol en laissant une fine couche d'une dizaine de centimètres
- Phase 2 : élargissement des fissures naturelles du lapiaz pour y insérer l'orthostate gauche
- Phase 3 : positionnement des orthostates et de la dalle de chevet
- Phase 4 : édification du parement et remplissage intérieur de l'espace ainsi délimité
- Phase 5 : pose de la table de couverture (en utilisant peut-être un plan incliné en l'absence de parement en arrière du dolmen)
- Phase 6 : achèvement du parement et du remplissage intérieur
- Phase 7 : après une ou plusieurs inhumations dans la chambre, l'entrée est condamnée et le parement ceinturé de dalles posées en écailles
- Phase 8 : excavation pratiquée devant la chambre et tombe partialement vidée avec rejet d’ossements et de mobilier funéraire hors de la chambre
- Phase 9 : remise en place de la dalle de fermeture et remblai sommaire de l'excavation
- Phase 10 : réalisation de trois sépultures à l'extérieur de la chambre dans la structure du tumulus (IIe Âge du Fer[3]).
- Phase 11 : nouvelle violation de la tombe (et destruction de la table ?)

### Le dolmen
C'est un dolmen simple, de petite taille, presque banal, archétype du dolmen lotois. La différence de hauteur entre les deux orthostates a été compensée en enfonçant profondément la base de celle de gauche dans une dépression naturelle remplie d'argile, tandis que celle de droite était posée à même la roche sous-jacente. La table de couverture a disparu, mais deux grands blocs proches de la chambre en sont probablement des fragments. A contrario, la dalle de fermeture est encore en place, ce qui n'est pas fréquent.
| Dalle                                                   | Longueur | Épaisseur | Largeur |
| ------------------------------------------------------- | -------- | --------- | ------- |
| Orthostate droit                                        | 2,25 m   | 0,30 m    | 1,10 m  |
| Orthostate gauche                                       | 1,95 m   | 0,25 m    | 1,35 m  |
| Chevet                                                  | 0,90 m   | 0,05 m    | 0,75 m  |
| fermeture                                               | 0,80 m   | 0,05 m    | 0,75 m  |
| fragment de table ?                                     | 1,30 m   | 0,17 m    | 1 m     |
| fragment de table ?                                     | 1 m      | 0,18 m    | 0,50 m  |
| Données : Inventaire des mégalithes de la France, 5-Lot |          |           |         |

La chambre est orientée au sud-est (azimut 140°). Au solstice d'hiver le soleil se lève exactement dans l'axe de son ouverture. Le lapiaz sous-jacent fait office de dallage.

## Contenu de la chambre sépulcrale
La chambre a été violée et partiellement vidée à une époque indéterminée mais ce pillage superficiel avait épargné une couche de remplissage plus profonde, de 1 à 1,10 mètre de profondeur. Cette couche, bien que non pillée, avait elle-même été remaniée lors de réutilisations ultérieures.
Les ossements humains étaient fragmentés et dispersés. Aucun os long n'a été retrouvé. Seules une main entière et une série de cinq vertèbres ont été mises au jour ainsi qu'une collection de 420 dents humaines. La chambre a donc abrité au minimum 16 à 17 individus.
Pauvre en ossements, la chambre a par contre livré un mobilier funéraire assez riche : un petit fragment d'une bague en bronze, une très belle pointe de javeline à encoches en silex rose, des éclats de silex (blanc, rose) et de quartzite. Les ornements sont constitués par une collection de 51 boutons prismatiques en os fabriqués de façon particulièrement homogène, 11 perles biconiques en os, 18 perles en test de coquillage, 9 perles en calcite, 4 perles en calcaire et de 3 morceaux de coquillage. « Les 51 boutons prismatiques en os à perforation en V trouvés dans le dolmen de la Devèze en font le troisième gisement français par l'importance numérique ». L'étude de ces perles et leur positionnement dans les couches les plus profondes de la chambre ont conduit Jean Clottes à proposer une datation de la construction et de l'utilisation du dolmen à la période du Chalcolithique/Bronze ancien.
Les tessons de poterie sont de natures diverses (poterie noire à engobe brune, poterie brun-rouge, poterie grise à engobe rouge) mais trop fragmentés pour être identifiés plus précisément.

## Sépultures extérieures à la chambre
Les fouilles du cairn menées dans les années 1990 ont révélé l'existence de trois sépultures à l'extérieur de la chambre.
La première sépulture était placée devant la chambre, perpendiculairement à son axe central, dans un caisson constitué de dalles rocheuses, à environ 0,30 mètre de la surface du tumulus. Dans le pourtour de cette construction, la structure du cairn a été profondément bouleversée : blocs éboulés, vestiges d'ossements humains fracassés. Le coffre funéraire contenait un squelette, en position décubitus dorsal, dont toutes les connexions anatomiques principales étaient conservées. Les mains étaient croisées sur le pubis. Un fragment de fibule en bronze a été mis au jour à la hauteur du thorax.
La seconde sépulture était située dans l'angle sud-ouest de la chambre en travers de l'extrémité de l'orthostate gauche.Le caisson abritant la sépulture était proche de la surface du tumulus.  Là-aussi, le squelette était placé en position décubitus dorsal et ses mains étaient croisées au niveau du pubis. Le squelette était en mauvais état avec des os fracturés et en désordre (coccyx à l'intérieur du crâne). Le matériel funéraire qui y a été retrouvé, placé sous le bassin, se limitait à une fibule en bronze très abîmée et trois canines de félidés.
La troisième sépulture était elle aussi délimitée par une construction de type coffre placée parallèlement à la chambre, l'orthostate droite du dolmen en constituant ainsi l'un des côtés. Une nouvelle fois, le squelette était positionné en décubitus dorsal, les mains croisées sur le pubis. Près de la surface du cairn, un élément de fibule en bronze a été mis au jour.
Ces trois tombes sont donc similaires tant par leur construction, que par le mode d'inhumation et le matériel funéraire qui y a été retrouvé. Elles correspondent à une réutilisation postérieure du tumulus datée du IIe Âge du Fer.